# Tammiste (Rõngu)
Pour les articles homonymes, voir Tammiste.
Tammiste est un village de la commune de Rõngu du comté de Tartu en Estonie.
Au 31 décembre 2011, il compte 114 habitants.